# 에드워드 2세 (영화)
에드워드 2세(Edward II)는 영국에서 제작된 데릭 저먼 감독의 1991년 드라마 영화이다. 스티브 워딩튼 등이 주연으로 출연하였고 스티브 클락 홀 등이 제작에 참여하였다.

## 출연

### 주연
- 스티브 워딩튼
- 케빈 콜린스

### 조연
- 앤드류 티어난
- 존 린치
- 더들리 서튼
- 틸다 스윈튼

## 제작진
- 원작자: 크리스토퍼 말로우
- 미술: 크리스토퍼 홉스
- 의상: 샌디 파웰